# 自己ベスト-3
『自己ベスト-3』（じこベスト スリー）は、2024年11月27日に発売された小田和正通算5作目のベスト・アルバム。発売元はアリオラジャパン / ソニー・ミュージックレーベルズ。レーベルは小田の個人レーベル "Little Tokyo"（リトルトーキョー）。

## 解説
『自己ベスト-2』から17年を経てのリリースとなる今作には配信限定シングルとしてリリースされていた「what's your message ?」(2023・フジテレビ系木曜劇場『この素晴らしき世界』主題歌)、6年ぶりに再タッグを組んだドラマ『ブラックペアン シーズン2』「その先にあるもの」(2024・TBS系 日曜劇場『ブラックペアン シーズン2』主題歌)、そして約4年ぶりに明治安田企業CMとして書き下ろされた「すべて去りがたき日々」(2024・明治安田企業CM曲)の3曲が新曲として初収録。
『自己ベスト』『自己ベスト-2』の初回盤は、発売当時デジパック仕様で販売されていたが、すぐに売り切れた為、今回同仕様の3枚セット限定ボックスで復刻販売される。尚、前2作品は共にリマスタリング盤として、『自己ベスト-3』の収録曲も発売当初の音源が一部リミックスされる。

## リリース、プロモーション、マーケティング
購入者特典として、Amazon.co.jpでは「オリジナルメガジャケ」、楽天ブックスでは「オリジナルスマホショルダー」、セブンネットショッピングでは「オリジナルアクリルカラビナ」、HMVでは「オリジナルA5サイズクリアファイル」、タワーレコードでは「オリジナルCDジャケット風アクリルキーホルダー」、小田和正応援店では「オリジナルステッカー」が、10月1日(火)AM10:00〜以降順次予約開始となり、それぞれ希望者に先着順でプレゼントされる。

## チャート成績
2024年12月9日付（12月3日発表）のオリコン週間アルバムランキングで2位を獲得し、売上枚数は51,149枚（推定売上枚数）。

## 収録曲
※()はオリジナル曲発売年
1. すべて去りがたき日々 (2024)
明治安田企業CM曲 ※初収録
2. 哀しいくらい (1982)
シングル『ダイジョウブ』カップリング曲
3. I LOVE YOU (1982)
  - シングル『キラキラ』カップリング曲
  - 2001年MAX FACTOR CM曲
4. Little Tokyo (1989)
  - ネスカフェ新ゴールドブレンドCM曲
  - Little Tokyoレーベル第1弾シングル、アルバム『Far East Café』から

  - 今作には「伝えたいことがあるんだ」の再録音されたバージョンを収録しているが、前者と違い、アウトロがカットアウトされず、そのままフェイドアウトしている
5. またたく星に願いを (1993)
  - 味の素ほんだしCM曲
  - アルバム『MY HOME TOWN』から
6. 遠い海辺 (1997)
小田和正監督作品 映画『緑の街』劇中歌 / フジテレビ系『おはよう!ナイスデイ』エンディングテーマ曲
7. とくべつなこと (2000)
アルバム『個人主義』から
8. 東京の空 (2011)
  - フジテレビ系木曜劇場『それでも、生きてゆく』主題歌 / TBSドキュメンタリー『東京の空』テーマ曲
  - アルバム『どーも』から
9. やさしい風が吹いたら (2013)
テレビ朝日系連続ドラマ『遺留捜査』主題歌
10. 愛になる (2014)
明治安田生命企業CM曲
今作にはドラムを差し替えた「あの日 あの時」のリミックスバージョンを収録
11. mata-ne (2014)
  - Nathan Eastに提供した「Finally Home」の日本語詞セルフカバー
  - 以上アルバム『小田日和』から
12. 風を待って (2021)
明治安田生命企業CM曲 / テレビ朝日系連続ドラマ『遺留捜査」主題歌
13. こんど、君と (2021)
NHK「みんなのうた60」記念ソング
14. so far so good (2022)
  - NHKドラマ10『正直不動産』1&2主題歌
  - 以上アルバム『early summer 2022』から
15. what's your message ? (2023)
フジテレビ系木曜劇場『この素晴らしき世界』主題歌 ※初収録
16. その先にあるもの (2024)
TBS系 日曜劇場『ブラックペアン シーズン2』主題歌 ※初収録

## 演奏
- 小田和正
  - Vocal
  - Acoustic Guitar (#2)
  - Piano (#2.3.8.10)
  - Horn Arrangement (#11)
  - Harmonica (#14)
- 望月英樹：Programming (#All)
- 木村万作
  - Drums (#1.2.4.6.9-16)
  - Percussion (#1.10-16)
- ネイザン・イースト：Bass (#1-7.9-16)
- 佐橋佳幸
  - Guitars (#1.3.4.5.6.9-16)
  - Acoustic Guitar (#7)
- 金原千恵子ストリングス：Strings (#1.7.9-16)
- 朝川朋之：Harp (#1.3.10-16)
- 松たか子：Background Vocal (#1.2.9.12-16)
- 和田唱 (TRICERATOPS)：Background Vocal (#1.12-16)
- 西村浩二：Trumpet (#2.11)
- 光田健一：Background Vocal (#2.11)
- ルイス・コンテ：Percussion (#3.6)
- 鈴木雅之：Background Vocal (#5)
- 佐藤竹善：Background Vocal (#5.6.10)
- JUJU：Background Vocal (#9.12)
- キヨサク (MONGOL800)：Background Vocal (#9)
- 根本要 (STARDUST REVUE)：Background Vocal (#10.12)
- 藤田乙比古：Horn (#11)
- 村田陽一：Trombone, Horn Arrangement (#11)
- 大橋卓弥 (スキマスイッチ)：Background Vocal (#11.12)
- 熊木杏里、水野良樹 (いきものがかり)、矢井田瞳：Background Vocal (#12)

## クレジット

### スタッフ
| PRODUCED by KAZUMASA ODA                                                                                     |
| Mixed by Bill Schnee (M-3,5,7) & Yoshihide “King Chang” Mikami                                               |
| Mastered by Mitsuyasu Abe at Sony Music Stadios Tokyo                                                        |
| |
| Director: Hideki Mochizuki                                                                                   |
| A&R: Etsuko Noguchi, Chisami Takeshige (Sony Music Labels)                                                   |
| Recording Engineer: Yoshihide Mikami, Shohei “Jimako Senpai” Kojima, Yujin Takino (Sony Music Stadios Tokyo) |
| Recorded at Sony Music Stadios Tokyo, Bunkamura Studio, STUDIO G, F.E.C. Studio                              |
| Art Design: Masato Kobayashi & K.Oda                                                                         |
| Coordinator: Koji Egawa (US), Takashi Yokoo (Face Music)                                                     |
| Artist Management: Masamichi Yoshida, Tatsuya Funakoshi, Naoko Kawahito, Chiharu Miyama (Far East Club)      |

| Label Staff: | - Takeshi Kimura, Motomu Goto, Hiroshi Kawasaki, Hiroaki Bunkou - Little Tokyo Promotion Staff (Sony Music Labels) |

| Sales Promotion: Kei Yamamoto, Rieko Hiraoka (Sony Music Solutions) |
| Network Promotion: Masaomi Tojo, Asumi Honda (Sony Music Solutions) |
| Creative Coordination: Yuichiroo Okuchi (Sony Music Solutions) |
| |
| NATHAN EAST appears courtesy of YAMAHA Entertainment Group |
| TAKUYA OHASHI from SUKIMA SWITCH by the courtesy of AUGUSTA RECORDS, A UNIVERSAL MUSIC COMPANY |
| CHIKUZEN SATŌ by the courtesy of UNIVERSAL MUSIC ARTISTS LLC |
| |
| - Special Thanks to: - Office Augusta, UNIVERSAL MUSIC ARTISTS, HIGHWAVE, cs music inc., RHAPSODY, swing by, FIREBUG, WARNER MUSIC JAPAN, TRINITY ARTIST, Meiji Yasuda Life Insurance Company, ADK MS, TV Asahi, TV ASAHI MUSIC, TBS TV,Nichion, NHK, NEP, NHK Music Publishing, Fuji TV, Fuji Pacific Music Publishing, Tomoaki Kinoshita, Kiyoshi Nishiura, Far East Café Staff |